# هيلين كالفر
هيلين كالفر (بالإنجليزية: Helen Culver)‏ هي سيدة أعمال أمريكية، ولدت في 1832 في ليتل فالي في الولايات المتحدة، وتوفيت في 1925.